# اسکات امرسون
اسکات امرسون (انگلیسی: Scott Emmerson؛ زادهٔ ۱۰ اکتبر ۱۹۸۲) بازیکن فوتبال اهل بریتانیا است.
از باشگاه‌هایی که در آن بازی کرده‌است می‌توان به باشگاه فوتبال یورک سیتی و باشگاه فوتبال بلیث اسپارتانس اشاره کرد.